# 高野憲太朗
高野 憲太朗（たかの けんたろう、1月10日 - ）は、日本の男性声優。茨城県出身。ケンユウオフィス準所属。

## 来歴
立教大学演劇研究会出身。9年間ビーボに所属していたが、2022年3月31日の廃業に伴い、翌4月1日からケンユウオフィスの所属となる。

## 人物
特技は弓道。趣味は落語、料理、立ち食い蕎麦巡り。

## 出演

### テレビアニメ
2022年
- ユーレイデコ（警備員B）
- 名探偵コナン（2022年 - 2025年、レスキュー隊員、マーク、隊員）
- SPY×FAMILY（テロリスト）
- VAZZROCK THE ANIMATION（刺客B）

2023年
- 僕のヒーローアカデミア（2023年 - 2024年、ヒーロー、異形市民、警官、警察官） - 2シリーズ
- クレヨンしんちゃん（宅配のおじさん、家来C）
- アイドルマスター シンデレラガールズ U149（天気予報士）
- 天国大魔境（義手の男）
- わたしの幸せな結婚（運転手）
- 進撃の巨人 The Final Season 完結編（後編）（砲兵）
- シャドウバースF（職員）
- 呪術廻戦 懐玉・玉折/渋谷事変（カメラマン）

2024年
- 最強タンクの迷宮攻略〜体力9999のレアスキル持ちタンク、勇者パーティーを追放される〜（冒険者A、自警団C、カメレオンコングC、ホムンクルスA、冒険者D）
- ポケットモンスター（海パン野郎）
- 烏は主を選ばない（和麿の友人）
- オーイ!とんぼ（駐在、島男2） - 2シリーズ
- シンカリオン チェンジ ザ ワールド（金城ハマナ）
- 夜のクラゲは泳げない（先生）
- 株式会社マジルミエ（客、客E）

2025年
- トリリオンゲーム（情報番組司会、局プロデューサー）
- グリザイア:ファントムトリガー（村民）
- ヴィジランテ-僕のヒーローアカデミア ILLEGALS-（TVキャスター）

### Webアニメ
- HERO MASK（2018年、エドモンド・チャンドラー）
- 放課後のブレス（2023年、部長）

### ゲーム
2020年
- DAIROKU：AYAKASHIMORI（狐々）

2023年
- ドラゴンクエストモンスターズ3 魔族の王子とエルフの旅
- デュエル・マスターズ プレイス（強奪者 テラフォーム、森の格闘家ガンバレット、栄光の翼 バロンアルデ他）

2024年
- 東京ディバンカー（エドワード・ハート）

### 吹き替え

#### 映画
- ARGYLLE/アーガイル
- ある女流作家の罪と罰（カート〈クリスチャン・ナヴァロ〉）
- インディ・ジョーンズと運命のダイヤル[19]
- ヴァンパイア/黒の十字架（サンチョ）
- エブリシング・エブリウェア・オール・アット・ワンス
- コールド マウンテン（ジョージア〈ジャック・ホワイト〉 他）※Netflix版
- さようなら、コダクローム（イライジャ）
- ジェミニマン（パターソンの息子〈ダニエル・サライヤーズ〉）
- 食人族（ミゲル）※UHD BD版[20]
- ステップ・シスターズ（大会MC男 他）
- デッドプール&ウルヴァリン[21]
- バード・ボックス
- 初体験/リッジモント・ハイ（LC）
- バッドボーイズ RIDE OR DIE[22]
- ビル・ナイが世界を救う（デレク・マラー）
- フライ・ミー・トゥ・ザ・ムーン[23]
- Project Mc²（ジャスティン）
- レディ・バード（グレッグ）

#### ドラマ
- アウターバンクス（レイフ・キャメロン〈ドリュー・スターキー〉）
- ニュールック(ジャック)
- ヴァイキング 〜海の覇者たち〜（アルフレッド）
- NCIS: ニューオーリンズ（トム）
- ガール・ミーツ・ワールド（ロバート）
- GOTHAM/ゴッサム（マッキー）
- Project Mc²（ジャスティン）
- BONES
- ミスター・メルセデス（主張する男）
- 100 オトナになったらできないこと（アーサー・ピックウィックル〈ジャンニ・ディセンゾ〉）

#### テレビ番組
- アメリカお宝鑑定団ポーンスターズ
- Invent It Rich（ユェ・フェイ）
- ジュリーのへや（ダンサー）
- プロジェクト・ランウェイ ティム・ガンに学べ!（ブレイク）

#### アニメ
- ハービー・ストリート・キッズ（タイニー）
- 悪魔城ドラキュラ -キャッスルヴァニア-: 月夜のノクターン（ジャック）
- FLY!/フライ![24]

### ナレーション
- 東急プラザ原宿「ハラカド」
- アートナビ
- 一声入魂!アニメ声優塾
- EXD44 / 芸人大戦争
- エネルギー調査隊
- 韓ドラナビ 〜2016超新星もう一つの挑戦〜
- 聴く占い
- Goodbye Perio
- サプリのミカタ
- シーズン到来!ウインタースポーツ 韓国・江原道ですぽ旅
- 貯金ゼロからのマネー体質改善口座
- 天下糖一プロジェクト
- 東北魂/狩野英孝コント
- 特番 八代亜紀 PR
- 年収500万円からできる老後資金1億円を確保する方法
- ぷらちなライフ
- 由紀さおりコンサート

### ボイスオーバー
- BS-TBS 報道1930
- 奇跡体験!アンビリバボー
- いじめは空気だ
- 駆け込みドクター!運命を変える健康診断
- 世界の村のどエライさん
- ドキュメンタリーWAVE
  - 「広場は眠らない」
  - 「台湾選挙」
- ニッポン無名偉人伝4
- news zero
- 不思議探求バラエティー ザ・世界ワンダーX
- ブラマヨ衝撃ファイル 世界のコワ〜イ女たちSP
- 村上マヨネーズのツッコませて頂きます!
- 路面電車で行く 世界各街停車の旅

### オーディオブック
- Amazon Audible「空白を満たしなさい（上）（下）」
- Amazon Audible「法廷遊戯」
- Amazon Audible「ヒーリングヨガ/ロハスシリーズ」

### CM
- アイリスオーヤマ
  - 「軽量紙パッククリーナー」
  - 「ふとん乾燥機 カラリエ」
- 宝くじ社会貢献2019「だって、宝くじ。災害対策」篇

### PV
- ガンダムクロスウォー世界大会
- GENIEインスタントラインスムーサー
- docomoアプリ「GOLFAI」
- BUFFALO
- パナソニック「4K有機EL VIERA」

### VP
- 東京ガールズコレクション
- フーデックス

### シリーズ一覧
1. ↑  第6期（2023年）、第7期（2024年）
2. ↑  第1期（2024年）、第2期（2024年）